# ГЕС Салту-Гранді
ГЕС Lucas Nogueira Garcez, первісно відома як Салту-Гранді (порт. Usina Hidrelétrica de Salto Grande) — гідроелектростанція на сході Бразилії на межі штатів Сан-Паулу та Парана. Розташована між ГЕС Ourinhos (вище по течії) та ГЕС Каноас II, входить до складу каскаду на річці Паранапанема, лівій притоці Парани.
У межах проєкту річку перед водоспадом Сальто-Гранде перекрили бетонною гравітаційною греблею висотою 20 метрів та довжиною 999 метрів, на яку витратили 156 тис. м3 матеріалу. Ця споруда утримує невелике (як для Паранапанеми) водосховище з площею поверхні 12 км2 та об'ємом 63 млн м3 (корисний об'єм 29 млн млн м3), в якому можливе коливання рівня поверхні між позначками 381,2 та 384,7 м НРМ (максимальний рівень на випадок повені дещо більший — 386,2 метра НРМ, а площа поверхні зростає до 14,9 км2). Можливо відзначити, що основне накопичення ресурсу для регулювання роботи каскаду здійснюється у водоймах розташованих вище ГЕС Jurumirim та Chavantes.
Інтегровану в греблю машинну залу обладнали чотирма турбінами типу Каплан, три з яких мають потужність по 17,6 МВт, а ще одна 21 МВт. Це обладнання при напорі у 19 метрів повинне забезпечувати виробництво 437 млн кВт·год електроенергії на рік.